# (15374) Teta
(15374) Teta es un asteroide que forma parte del cinturón interior de asteroides y fue descubierto por Miloš Tichý y el también astrónomo Zdeněk Moravec el 16 de enero de 1997 desde el Observatorio Kleť, cerca de České Budějovice, República Checa.

## Designación y nombre
Recibió inicialmente la designación de 1997 BG.
Fue nombrado así por la segunda hija del príncipe Krok, conocida por los antiguos mitos bohemios, Teta sirvió como adivina y sacerdotisa pagana.

## Características orbitales
Teta orbita a una distancia media de 1,993 ua del Sol, pudiendo acercarse hasta 1,671 ua y alejarse hasta 2,315 ua. Tiene una inclinación orbital de 32,402 grados y una excentricidad de 0,162. Emplea 1027,67 días en completar una órbita alrededor del Sol.

## Características físicas
La magnitud absoluta de Teta es 14,62. 